# Жул Маро
Жул Маро (фр. Jul Maroh; раніше Жулі Маро (фр. Julie Maroh); фр.: [maʁo]; 1985 року народження) ― французька письменниця та ілюстраторка графічних романів, яка написала «Синій ― найтепліший колір» (Le bleu est une couleur chaude) ― історія про життя та кохання двох молодих лесбійок, адаптовану Абделатіфом Кешишем до фільму «Життя Адель».

## Біографія
Маро походить з Північної Франції. Отримавши ступінь бакалавра прикладного мистецтва в ESAAT у Рубе, воно продовжило навчання у Брюсселі, де прожило вісім років. Там воно отримало два дипломи: «Візуальне мистецтво (варіант коміксів)» у інституті Сент-Люк та з літографії/гравюри в Академії королівських мистецтв Брюсселя.
Маро відкрита лесбійка і небінарна особа. Воно почали писати «Синій — найтепліший колір», коли йому було 19, і йому знадобилося п'ять років, щоб завершити його.

## Праці
- Синій ― найтепліший колір[13] (Le bleu est une couleur chaude), Arsenal Pulp Press, 2013 ―ISBN 978-1551525143. Назва спочатку була опублікована компанією Glénat у 2010 році та отримала приз на Міжнародному фестивалі коміксів Ангулем 2011 року.[14] Він був адаптований у фільмі Абделатіфом Кешишем під назвою «Життя Адель» (Золота пальмова гілка на Каннському кінофестивалі 2013 року).[9]
- Скандалон (2013)
- Брамс (2015)
- Боді Музика (2017) «гірко-солодкий графічний роман про складності кохання»[15]
- Ти приніс мені океан (2020)[16]